# Diya Mirza

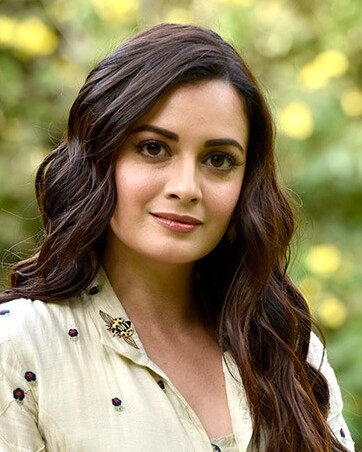
Dia Mirza, 2018.

Diya Mirza (auch Dia Mirza; Hindi: दिया मिर्ज़ा, Diyā Mirzā; * 9. Dezember 1981 in Hyderabad, Andhra Pradesh) ist eine indische Bollywoodschauspielerin und Model.

## Biografie
Mirzas Vater, Frank Handrich, war ein deutscher Innenarchitekt. Ihre Mutter, Deepa Mirza, ist Bengalin. Ihre Eltern trennten sich als Diya sechs Jahre alt war. Ihr Vater starb drei Jahre danach und ihre Mutter heiratete Ahmed Mirza, dessen Nachname Diya annahm. Ahmed Mirza starb 2004.
Sie besuchte die High School in Hyderabad und später die Nasr School in Kushnuma. Heute lebt sie in Bandra, Mumbai.
Im Jahr 2000 wurde sie zur Miss Asia Pacific gekürt. Sie war auch Dritte bei der Miss-India-Wahl 2000. Erste wurde Lara Dutta, die auf der darauffolgenden Miss-Universe-Wahl gewann, und zugleich gewann die Vize-Miss-India 2000, Priyanka Chopra, den Miss-World Titel.
Ihr Filmdebüt gab sie mit dem Film Rehna Hai Terre Dil Mein, der ein Misserfolg war. Es folgten noch andere erfolglose Filme. Erst ab dem Jahr 2005 spielte sie zunächst kleinere Rollen in größeren Produktionen, darunter in Parineeta – Das Mädchen aus Nachbars Garten (2005).

## Filmografie (Auswahl)
- Dia Mirza, 2012.2001: Deewaanapan
- 2001: Rehnaa Hai Terre Dil Mein
- 2002: Tumko Na Bhool Paayenge
- 2003: Tehzeeb

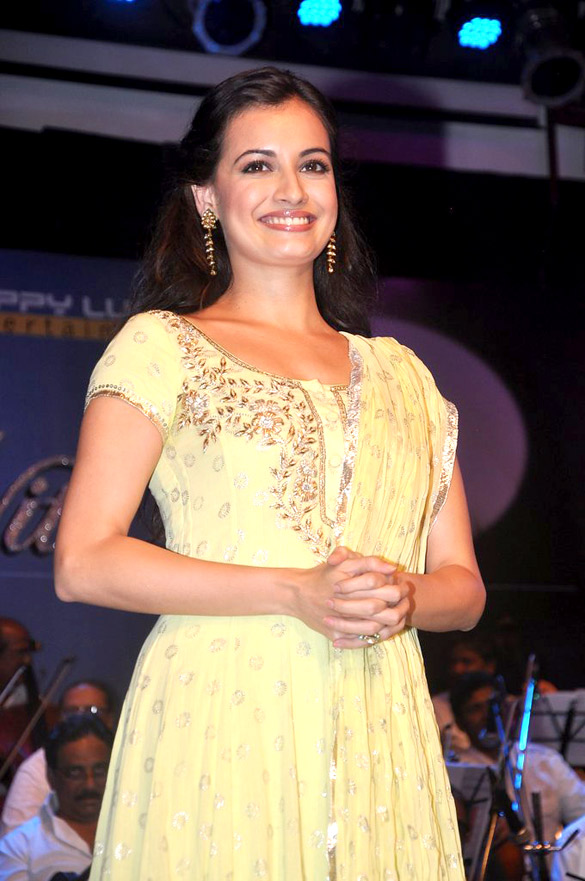
Dia Mirza, 2012.

- 2003: Pran Jaaye Par Shaan Na Jaaye
- 2003: Dum
- 2004: Stop!
- 2004: Tumsa Nahin Dekha
- 2004: Und unsere Träume werden wahr (Kyun! Ho Gaya Na…)
- 2005: Naam Gum Jaayega
- 2005: Blackmail
- 2005: Parineeta – Das Mädchen aus Nachbars Garten
- 2005: Dus
- 2005: Koi Mera Dil Mein Hain
- 2006: Fight Club – Members Only
- 2006: Phir Hera Pheri
- 2006: Alag
- 2006: Lage Raho Munna Bhai
- 2007: Honeymoon Travels Pvt. Ltd.
- 2007: Shootout at Lokhandwala
- 2007: Cash
- 2007: Heyy Babyy (Gastauftritt)
- 2009: Luck by Chance – Liebe, Glück und andere Zufälle (Gastauftritt)
- 2010: Hum Tum Aur Ghost

## Auszeichnungen
- Bollywood Movie Award/Beste Debütantin für Rehna Hai Tere Dil Mein (2001)